# Mexican Standoff
Mexican Standoff is de zevenentwintigste aflevering van het tweede seizoen van het tienerdrama Beverly Hills, 90210, die voor het eerst werd uitgezonden op 30 april 1992.
Het is de eerste aflevering waarin Beverly Hills, 90210 en de toen nog niet gelanceerde serie Melrose Place elkaar kruisen. Dit gebeurt via het bezoek van Jake Hanson (Grant Show), een oude vriend van Dylan die nu "rond Melrose" woont. Show speelde opnieuw Hanson in 158 afleveringen van Melrose Place.

## Verhaal
Het is al de zoveelste keer dat Brenda nog na de avondklok bij Dylan is, waardoor vader Jim het niet meer aan kan en haar ermee confronteert. Toch weet ze haar ouders te overhalen een weekend met Dylan te mogen gaan naar Neder-Californië in Mexico. Omdat Dylan de bedoeling heeft daar te surfen, wil hij Brenda ook leren surfen op het strand. Deze blijkt echter gesloten. Als ze weg willen gaan, komt Dylan Jake Hanson tegen, de jongen die hem vroeger heeft leren surfen.
Als ze de avond voordat ze weggaan in slaap vallen bij Dylan thuis, wordt Brenda om vier uur 's nachts wakker. Geschrokken gaat ze als een speer naar huis. Haar vader wacht haar thuis op en is razend op haar. Hij verbiedt haar dan ook om nog naar Baja te gaan. Brenda verzint met Kelly en Donna het plan om toch naar Baja te gaan en haar ouders te vertellen dat ze bij Kelly is. Dit lukt haar en, hoewel ze betrapt wordt door Brandon, weet ze de volgende ochtend toch nog naar Baja te gaan.
Eenmaal in Baja is het geplande romantische weekend als de eigenares van de motel waar ze zullen verblijven Dylan herkent van een eerdere bezoek en hem vraagt naar ene Stacy. Brenda vraagt hem wie ze is en komt er op die manier achter dat Stacy het meisje is met wie hij uit ging toen Brenda en hij tijdelijk uit elkaar waren. Brenda kan het hem niet vergeven dat Dylan haar dit heeft achtergehouden en wil het liefst zo snel mogelijk weer vertrekken. Desondanks blijven ze hun geplande activiteiten doen, maar beleven er geen plezier in.
Ondertussen ontmoet Kelly ook Jake, die een altaar maakt voor het bruiloft van haar moeder. Terwijl ze met hem flirt, heeft ze moeite met het misleiden van Cindy wanneer ze haar misleidt. Toch lukt het dit haar. Wanneer tijdens het flirten Steve binnenvalt, stuurt ze hem al snel weg. Ze maakt Jake zorgen dat hij niets voor haar betekent, waarna ze hem zoent. Steve kan het ondertussen niet goed hebben dat hij niet welkom is en zoekt troost bij de resterende groep.
Dylan en Brenda maken het uiteindelijk goed, maar wanneer ze op de grens naar de Verenigde Staten worden gecontroleerd, heeft Brenda geen bewijs bij zich dat ze een Amerikaanse burger is. Ze zijn gedwongen haar ouders te bellen...

## Rolverdeling
- Jason Priestley - Brandon Walsh
- Shannen Doherty - Brenda Walsh
- Jennie Garth - Kelly Taylor
- Ian Ziering - Steve Sanders
- Gabrielle Carteris - Andrea Zuckerman
- Luke Perry - Dylan McKay
- Brian Austin Green - David Silver
- Tori Spelling - Donna Martin
- Carol Potter - Cindy Walsh
- James Eckhouse - Jim Walsh
- Grant Show - Jake Hanson
- Ann Gillespie - Jackie Taylor
- Matthew Laurance - Mel Silver
- Joe E. Tata - Nat Bussichio
- Betty Carvalho - Rosalita Valsez